# Estadio de los Trabajadores
El estadio de los Trabajadores (en chino tradicional: 工人体育场, chino simplificado: 工人體育場, pinyin: Gōngrén Tǐyùcháng) o Estadio Gongti es un estadio multiusos de Pekín, China. El estadio se utiliza principalmente para partidos de fútbol donde juega de local el Beijing Guoan. Fue una de las sedes del torneos de fútbol de los Juegos Olímpicos de 2008. 
Tiene una capacidad de 68 000 espectadores, fue inaugurado en 1959 y renovado en 2004 para los Juegos Olímpicos de Pekín que se celebrarían cuatro años más tarde. Fue el estadio principal de los Juegos Asiáticos de 1990. Está ubicado en el distrito de Chaoyang, al oriente de la capital china, cerca de la Arena de los Trabajadores y a unos 7,5 km al sudeste del Parque Olímpico.

## Historia
Tras su construcción en 1959 se estableció como el "Estadio Nacional", y fue uno de los principales edificios de Pekín. La reputación del estadio se extendió a lo largo y ancho, ya que fue sede de una serie de competiciones internacionales, así como la apertura y clausura de varios eventos deportivos importantes. En el último medio siglo, el estadio de los Trabajadores ha sido testigo de primera mano del crecimiento del deporte en China.
En 1990, el estadio de los Trabajadores fue sede principal de los 11.º Juegos Asiáticos, también sede de la ceremonias de apertura y de clausura. El pedestal, en el que se puso la antorcha dos años antes, sirve para conmemorar el evento. Con las renovaciones, la tribuna principal fue derribada y reemplazada por una gigantesca pantalla de 120 metros cuadrados de pantalla, que puede girar unos 180 grados completos.

### Renovación para los Juegos Olímpicos
El estadio de los Trabajadores tiene una superficie de 350 000 metros cuadrados. Toda la forma ovalada del estadio se extiende 282 metros de norte a sur y 208 metros de este a oeste, e incorpora 24 conjuntos que conforman las diferentes tribunas. Desde el 18 de abril de 2006, el estadio de los Trabajadores ha sido objeto de proyectos integrales de transformación con el fin de tenerlo listo para los Juegos Olímpicos en 2008. En la actualidad, el estadio tiene capacidad ampliada a 62 000 espectadores y cumple con las normas técnicas para la celebración de competiciones internacionales de fútbol.
Con el fin de subsanar problemas anteriores como la inadecuada luminosidad, se sustituyó los cuatro sistemas de iluminación tradicionales con seis sistemas de luz anti-deslumbramiento, y también ajustar los ángulos de brillo para eliminar sombras y satisfacer las necesidades técnicas del estadio para los Juegos Olímpicos. Las ventanas de estadio de los Trabajadores han sido reemplazados por dispositivos de ahorro de energía. Los sistemas de agua, drenaje, rociadores automáticos y sistemas de detección de incendios han sido actualizados.

## Imágenes

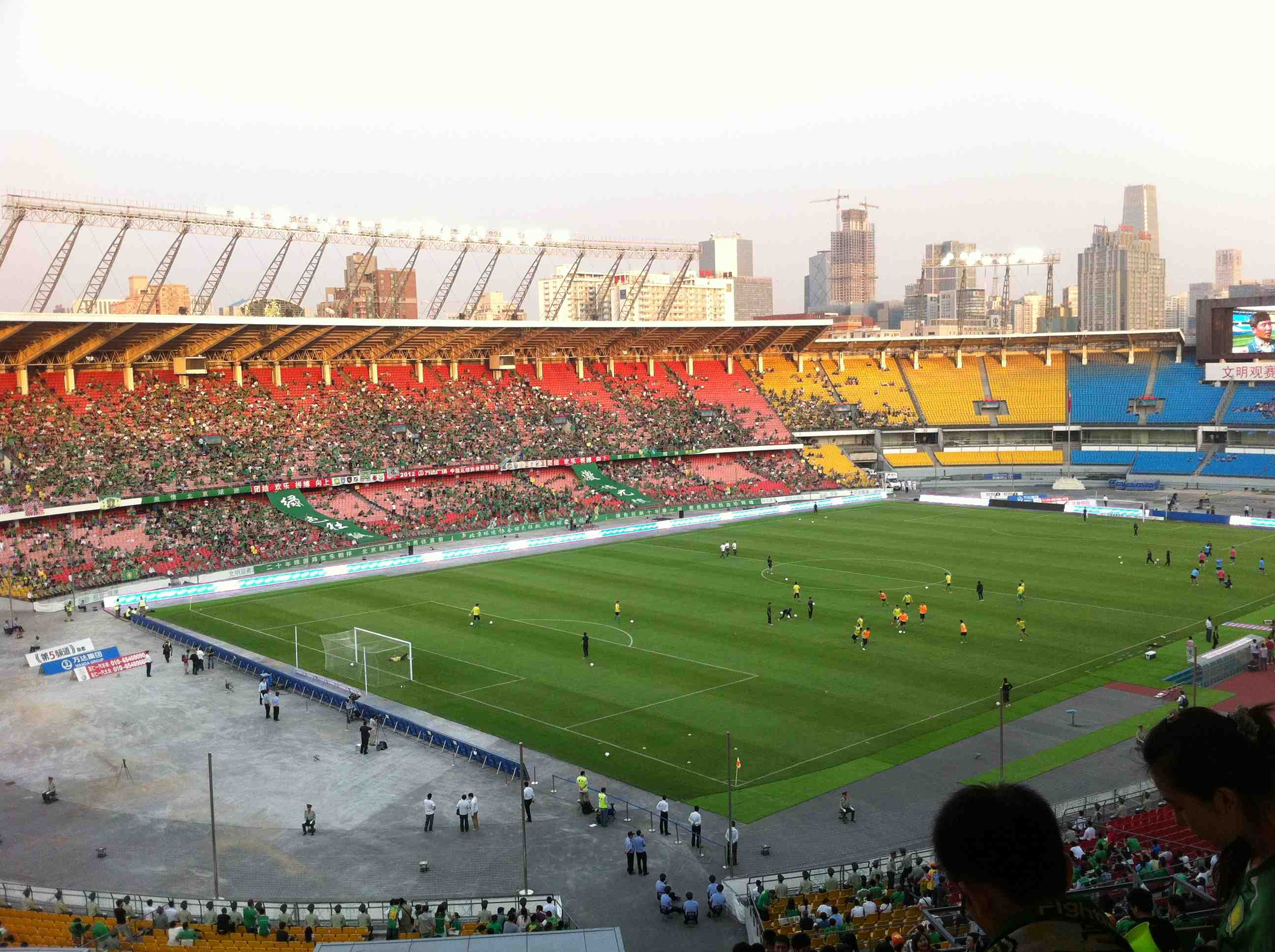
Interior del estadio
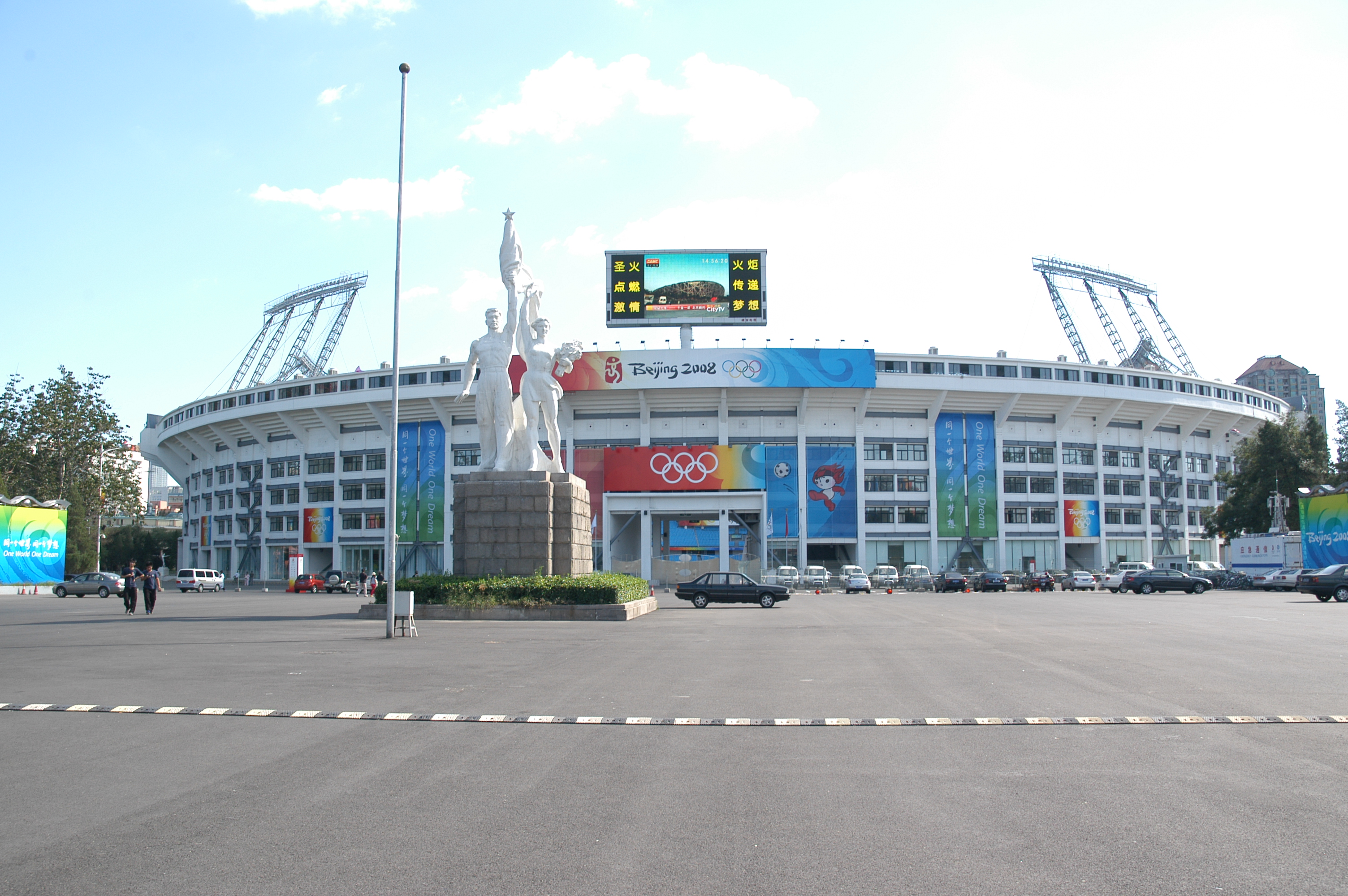
Exterior del estadio
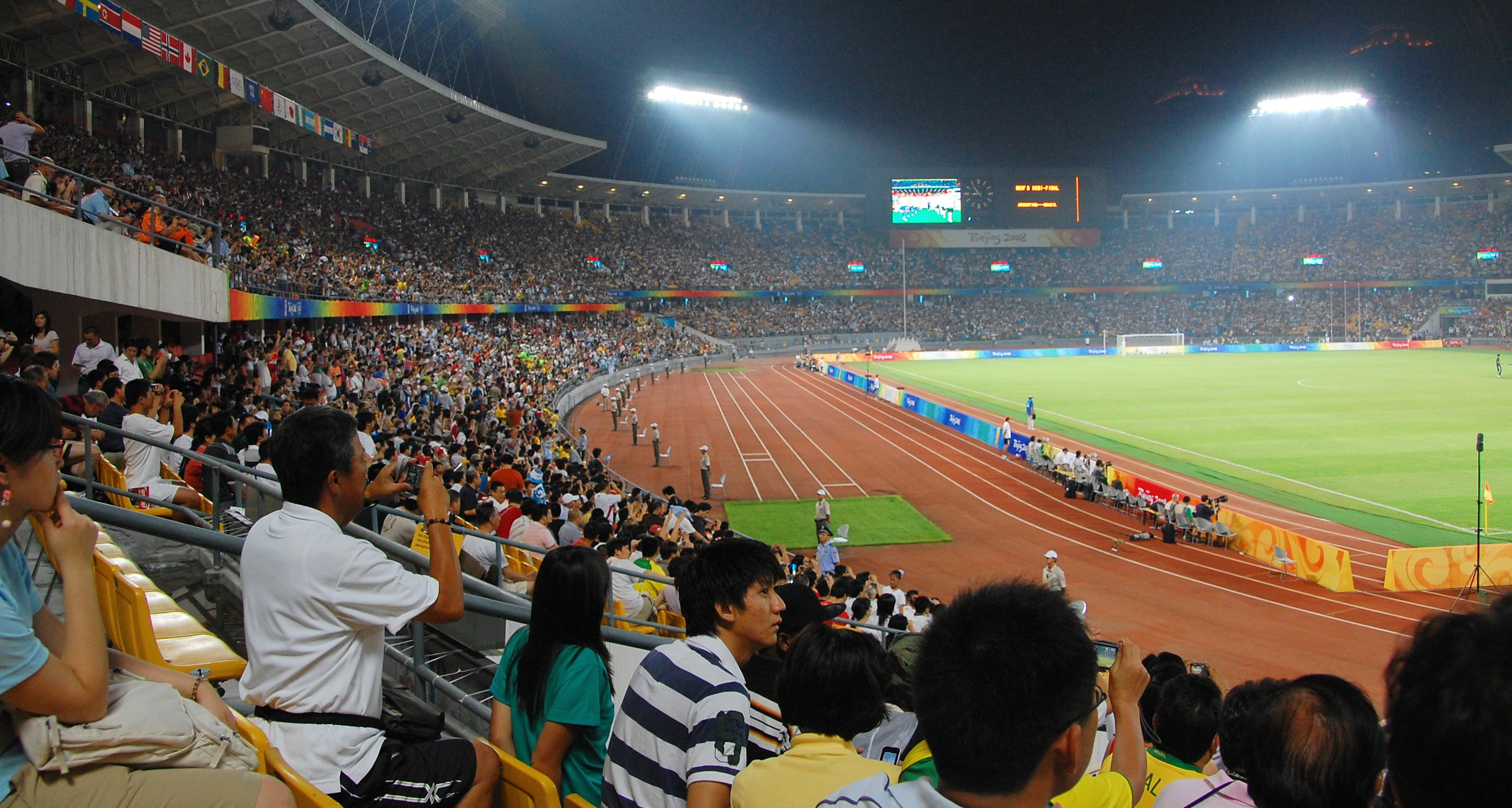
Estadio durante los Juegos.
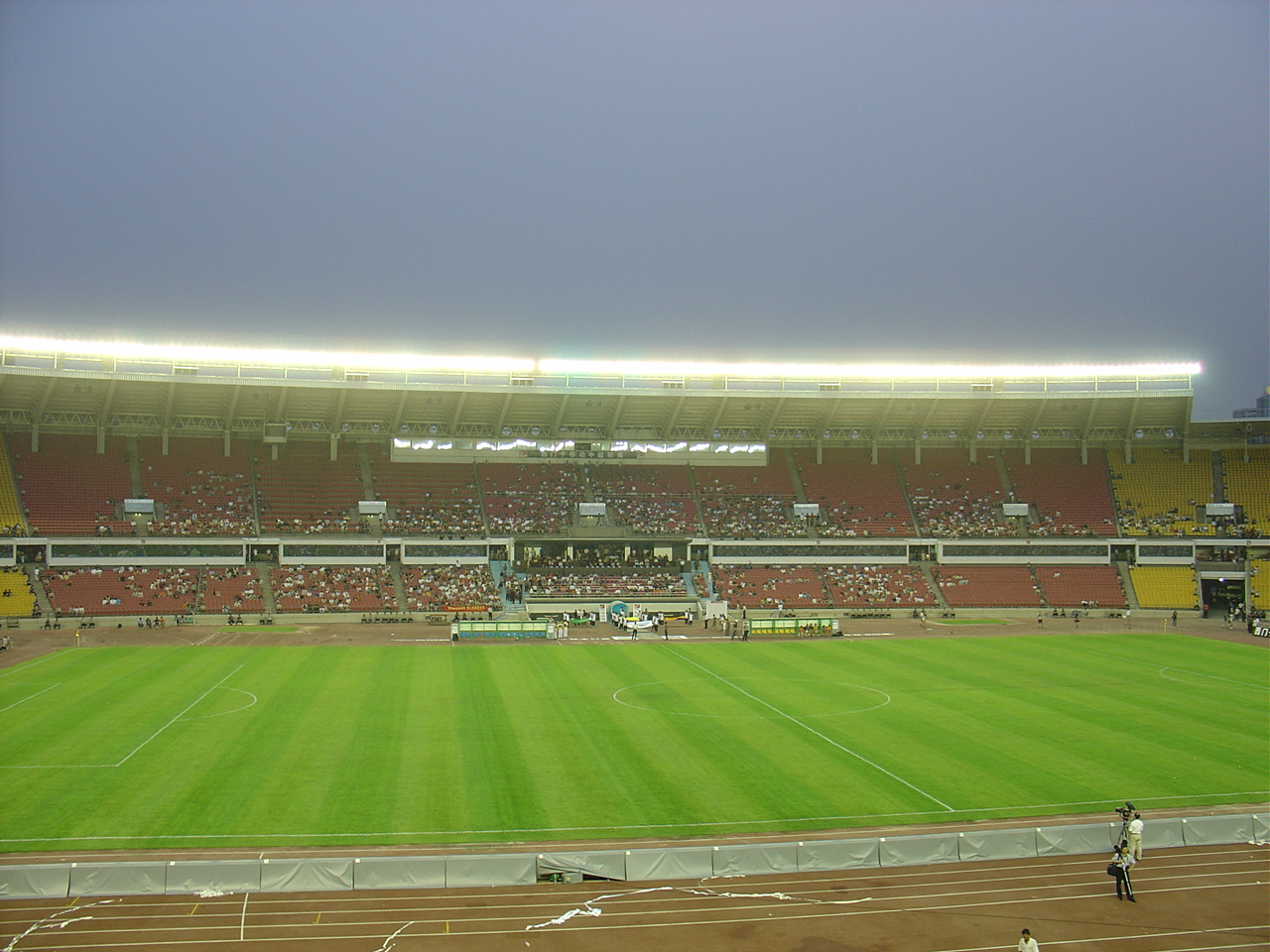
El estadio en 2007.